# Savona Foot-Ball Club 1970-1971
Questa voce raccoglie le informazioni riguardanti il Savona Foot-Ball Club nelle competizioni ufficiali della stagione 1970-1971.

## Rosa
| N. |                   | Ruolo | Calciatore         |
| -- | ----------------- | ----- | ------------------ |
|    | Italia (bandiera) | D     | Aldo Anzuini       |
|    | Italia (bandiera) | C     | Lorenzo Barlassina |
|    | Italia (bandiera) | P     | Marcello Benini    |
|    | Italia (bandiera) | P     | Sergio Budicin     |
|    | Italia (bandiera) | C     | Mario Bulli        |
|    | Italia (bandiera) | D     | Francesco Canepa   |
|    | Italia (bandiera) | C     | Luigi Cappanera    |
|    | Italia (bandiera) | C     | Giovanni Capra     |
|    | Italia (bandiera) | D     | Sergio Gava        |
|    | Italia (bandiera) | C     | Giuseppe Gentile   |
|    | Italia (bandiera) | P     | Italo Ghizzardi    |
|    | Italia (bandiera) |       | Manitto            |

| N. |                   | Ruolo | Calciatore         |
| -- | ----------------- | ----- | ------------------ |
|    | Italia (bandiera) | A     | Antonio Marcolini  |
|    | Italia (bandiera) | P     | Giampaolo Merciai  |
|    | Italia (bandiera) | D     | Paolo Mialich      |
|    | Italia (bandiera) |       | Poggio             |
|    | Italia (bandiera) | A     | Raffaello Restelli |
|    | Italia (bandiera) | C     | Alfredo Rosso      |
|    | Italia (bandiera) | C     | Giorgio Rumignani  |
|    | Italia (bandiera) |       | Sacco              |
|    | Italia (bandiera) | C     | Roberto Scichilone |
|    | Italia (bandiera) | D     | Osvaldo Verdi      |
|    | Italia (bandiera) | A     | Guido Vivarelli    |
|    | Italia (bandiera) | C     | Vincenzo Zucchini  |